# ويندي لوينشتاين
ويندي لوينشتاين (ولدت كاثرين ويندي روبرتسون لوينشتاين في عام 1927- 2006)، وهي مؤرخة ومؤلفة ومعلمة أسترالية اكتسبت شهرة بتسجيلها لتجارب الناس اليومية ودعواتها للنشاط المدني، وكانت رائدة في التاريخ الشفوي في أستراليا، اكتسبت شهرتها بعد اصدارها للكتاب الناطق «سوس في الطحين» (بالانجايزية: Weevils in the Flour) في عام 1978، لكنها كانت قد بدأت جمع القصص الفولكلورية والتاريخ الشفهي لحياة العمل الأسترالية المبكرة في الستينيات.
جربت لوينشتاين الحياة العملية  في مجالات مختلفة: مصححة لغوية وصحفية في الجرائد والراديو وأم وجامعة للفنون الشعبية ومعلمة وكاتبة ومؤرخة شفهية ومتحدثة عامة عن الحياة العملية والنشر الذاتي.

## تسجيلات التاريخ الشفوي
تتكون مجموعة لونشتاين للتاريخ الشفوي من 741 ساعة على الأقل من المقابلات المسجلة بين عامي 1969 و 1999، تغطي المقابلات في المجموعة اصنافا متنوعة من الموضوعات التي تخص الآثار الاجتماعية للكساد الكبير في الثلاثينيات وحياة العمال في أستراليا وحتى أغاني الأطفال والفولكلور الأسترالي.

### المواضيع المسجلة
- مقابلات في المناطق النائية الأسترالية (بالإنجليزية: Australian outback interviews) - 1969 (109 عمل؛ 126 ساعة). تم تسجيل العديد من المقابلات خلال رحلة جمع لمدة عام في عام 1969، وتم استخدامها كمواد لـ "Weevils in the Flour". يتم الاحتفاظ بالنسخ في مجموعة «ال اف سي» (بالإنجليزية:Lowenstein Family Collection (LFC)) والمكتبة الوطنية ومكتبة ولاية فيكتوريا وبعض التسجيلات متوفرة أيضًا في مكتبات غرب أستراليا وكوينزلاند.
- الفولكلور الأسترالي والتاريخ الاجتماعي (بالإنجليزية: Australian Folklore and Social History) [1968-1972]
- كساد الثلاثينيات في أستراليا (بالإنجليزية: 1930s Depression in Australia)
- عمال ساحل ملبورن (بالإنجليزية:Melbourne waterside workers) 60 عمل؛ 60 ساعة
- الشيوعيون واليسار في الفنون والمجتمع (بالإنجليزية: Communists and the left in the arts and community) 99 عملًا؛ 125 ساعة
- التاريخ الشفوي للطفولة (بالإنجليزية: Oral history of childhood) 5 أعمال؛ 9 ساعات
- نهر روب / الصراع الصناعي لبيكي ولسن (بالإنجليزية:Robe river / Pekoe Wallsend industrial dispute)
- تغييرات في الحياة العملية في أستراليا - التسعينيات (بالإنجليزية: Changes to working life in Australia)
- مقابلات وونثغيل لتعدين الفحم (بالإنجليزية: Wonthaggi coal mining interviews)

### الأعمال المنشورة المبنية على أساس تسجيلات التاريخ الشفوي
تشتهرلوينشتاين بشكل رئيسي بتواريخها الشفوية والمكتوبة، والتي تشمل (المهاجرون 1977، سوس في الطحين 1978، تحت الخطاف 1992). وهي أقل شهرة بتسجيلاتها للفولكلور الأسترالي ومقابلاتها مع الأشخاص العاديين حول الحياة العملية الأسترالية، يركز عملها على الصناعات اليدوية المبكرة مثل تعدين الفحم، وقطع قصب السكر، وأعمال محطة الماشية الشمالية، عمال السواحل، صناعة اللؤلؤ، وقد سعت لوينشتاين في هذه الأعمال لتسجيل وجهة نظر العمال في الصراع الاقتصادي.
- المهاجرون (بالإنجليزية: The Immigrants) بقلم ويندي لوينشتاين وموراج لوه، هايلاند هاوس، ملبورن، 1977. يروي هذا الكتاب تجارب 17 مهاجراً كانوا قد أتوا إلى أستراليا، والذين يروون قصصهم بكلماتهم الخاصة، وقد علقت جامعة سدني على هذا العمل ب: «انه انجاز يسجل للكاتبة، لترجمة هذه الأصوات الإنسانية لهؤلاء المهاجرين إلى مطبوعات تدب بالحياة»
- السوس في الطحين (بالإنجليزية:Weevils in the flour): سجل شفهي عن الكساد الاقتصادي في الثلاثينيات في أستراليا بواسطة ويندي لوينشتاين، هايلاند هاوس، 1978. ويعتبر أشهر كتب لوينشتاين، كتب المقدمة مانينغ كلارك، نُشر في عام 1978، وكان الكتاب الأكثر مبيعًا على الفور وحصل على جائزة أول كتاب ناطق للجمعية الملكية للمكفوفين في عام 1980. علق راسل وارد في مراجعته للكتاب: «هذا الكتاب العظيم عن الكساد جيد جدًا، من المستحيل الثناء عليه بما فيه الكفاية دون أن يبدو الأمر مبالغا فيه».

## النشاط المدني
كانت لوينشتاين ناشطة مدنية معظم حياتها، شاركت في عام 1955 في تأسيس جمعية فكنوريا للفولوكلور (بالإنجليزية: Folklore Society of Victoria) مع لان ترنر وساهمت في تحرير مجلة التقاليد الأسترالية (بالإنجليزية: Australian Tradition)
لمدة خمسة عشر عامًا.و قد عملت شيرلي أندروز (الرئيسة) ولوينشتاين معًا في اللجنة التي نظمت المهرجان الأول الذي أقيم في ملبورن عام 1967.
عملت أيضا بشكل تطوعي لمنظمات لنزع السلاح النووي ومنظمة العمل الفني من اجل السلام (بالإنجليزية:Arts Action for Peace)، وكانت تحتج بشدة كلما شعرت بتخفيضات التمويل التي أثرت على الثقافة والفنون.